# Aivars Lembergs
Aivars Lembergs, född 26 september 1953 i Jēkabpils, är en lettisk politiker och affärsman. Lembergs är borgmästare i staden Ventspils i Kurland, Lettland, och har betecknats som en av Lettlands oligarker.
Lembergs arresterades 2007 och blev belagd med fotboja sedan han korruptionsanklagats. Hans personliga förmögenhet är okänd men anses vara mycket stor. I förra[när?] lettiska valet ställde Lembergs upp som premiärministerkandidat i Saeiman, Lettlands parlament.